# Min od Qija
Kralj Min od Qija (kineski: 齊湣王; Qí Mǐn Wáng, Ch'i Min Wang) bio je kralj Qija u Kini. Njegova je titula bila wang = "kralj".
Bio je sin kralja Xuana od Qija. Rođen je kao princ Tian Di oko 323. prije nove ere. Ime predaka mu je bilo Gui.
Nakon očeve je smrti Di postao kralj Qija, a imao je "budalaste" savjetnike te je 288. sebe proglasio "carem" (naslov Di). Budući da kineska riječ za cara može označavati i boga ili nešto sveto, podanici kralja Mina bili su užasnuti. Min se morao odreći tog naslova.
Njegovu vladavinu su obilježile paranoja i megalomanija.
Min je napao državu Chu.
Bio je otac kralja Xianga.
Ostaje upamćen kao iznimno nesposoban vladar. Kad je došao na vlast, Qi je bio jako snažan, a nakon njegove smrti (ubojstvo 284. prije nove ere) jedva se održao.